# Oronkua (departamento)
Oronkua é um departamento ou comuna da província de Ioba no Burkina Faso. A sua capital é Oronkua.
Em 1 de julho de 2018 tinha uma população estimada em 29104 habitantes.